# Comuna Älvdalen
Älvdalen (Älvdalens kommun) este o comună din comitatul Dalarnas län, Suedia.

## Geografie

### Zone urbane
Lista celor mai mari zone urbane din comună (anul 2015) conform Biroului Central de Statistică al Suediei:
| Nr | Zona urbană     | Pop.  |
| -- | --------------- | ----- |
| 1  | Älvdalen        | 1.863 |
| 2  | Idre            | 706   |
| 3  | Särna           | 675   |
| 4  | Rot             | 662   |
| 5  | Västermyckeläng | 382   |
| 6  | Evertsberg      | 232   |
| 7  | Brunnsberg      | 200   |

## Demografie
| \| Evoluția demografică în comuna Älvdalen, 1970–2015 \| Evoluția demografică în comuna Älvdalen, 1970–2015 \| Evoluția demografică în comuna Älvdalen, 1970–2015 \| Evoluția demografică în comuna Älvdalen, 1970–2015 \| Evoluția demografică în comuna Älvdalen, 1970–2015 \| \| ----------------------------------------------------------------------------------------------------- \| -------------------------------------------------- \| -------------------------------------------------- \| -------------------------------------------------- \| -------------------------------------------------- \| \| An \| \| \| Locuitori \| \| \| 1970 \| 1970 \| \| 8 970 \| 8 970 \| \| 1975 \| 1975 \| \| 8 429 \| 8 429 \| \| 1980 \| 1980 \| \| 8 348 \| 8 348 \| \| 1985 \| 1985 \| \| 8 266 \| 8 266 \| \| 1990 \| 1990 \| \| 8 353 \| 8 353 \| \| 1995 \| 1995 \| \| 8 228 \| 8 228 \| \| 2000 \| 2000 \| \| 7 718 \| 7 718 \| \| 2005 \| 2005 \| \| 7 445 \| 7 445 \| \| 2010 \| 2010 \| \| 7 207 \| 7 207 \| \| 2015 \| 2015 \| \| 7 035 \| 7 035 \| \| Sursa: SCB - Statistika Centralbyrån, Folkmängd efter region, civilstånd, ålder och kön. År 1968–2016 \| \| \| \| \| |      |  |           |       |
| Evoluția demografică în comuna Älvdalen, 1970–2015 |      |  |           |       |
| An |      |  | Locuitori |       |
| 1970 | 1970 |  | 8 970     | 8 970 |
| 1975 | 1975 |  | 8 429     | 8 429 |
| 1980 | 1980 |  | 8 348     | 8 348 |
| 1985 | 1985 |  | 8 266     | 8 266 |
| 1990 | 1990 |  | 8 353     | 8 353 |
| 1995 | 1995 |  | 8 228     | 8 228 |
| 2000 | 2000 |  | 7 718     | 7 718 |
| 2005 | 2005 |  | 7 445     | 7 445 |
| 2010 | 2010 |  | 7 207     | 7 207 |
| 2015 | 2015 |  | 7 035     | 7 035 |
| Sursa: SCB - Statistika Centralbyrån, Folkmängd efter region, civilstånd, ålder och kön. År 1968–2016 |      |  |           |       |